# Lista över metrostationer i Paris
Nedan följer alla metrostationer i Paris.
Sammanlagt finns det ca 300 olika stationer, som trafikerar 16 olika linjer.
| Stationsnamn                               | Tunnelbanelinje             | Öppnad | Anslutningar                              |
| ------------------------------------------ | --------------------------- | ------ | ----------------------------------------- |
| Abbesses                                   | (6)                         | 1912   | -                                         |
| Alésia                                     | (6)                         | 1909   | -                                         |
| Alexandre Dumas                            | (6)                         | 1903   | -                                         |
| Alma – Marceau                             | (6)                         | 1923   | -                                         |
| Anatole France                             | (6)                         | 1937   | -                                         |
| Anvers                                     | (6)                         | 1902   | -                                         |
| Argentine                                  | (6)                         | 1900   | -                                         |
| Arts et Métiers                            | (6) · (6)                   | 1904   | -                                         |
| Asnières – Gennervilliers – Les Courtilles | (6)                         | 2008   | -                                         |
| Assemblée Nationale                        | (6)                         | 1910   | -                                         |
| Aubervilliers – Pantin – Quatre Chemins    | (6)                         | 1979   | -                                         |
| Avenue Émile Zola                          | (6)                         | 1913   | -                                         |
| Avron                                      | (6)                         | 1903   | -                                         |
| Balard                                     | (6)                         | 1937   | Spårväg 3                                 |
| Barbès – Rochechouart                      | (6) · (6)                   | 1903   | -                                         |
| Basilique de Saint-Denis                   | (6)                         | 1976   | Spårväg 1                                 |
| Bastille                                   | (6) · (6) · (6)             | 1900   | -                                         |
| Bel-Air                                    | (6)                         | 1909   | -                                         |
| Belleville                                 | (6) · (6)                   | 1903   | -                                         |
| Bérault                                    | (6)                         | 1934   | -                                         |
| Bercy                                      | (6) · (6)                   | 1909   | -                                         |
| Bibliotheque François Mitterrand           | (6)                         | 1998   | RER C                                     |
| Billancourt                                | (6)                         | 1934   | -                                         |
| Bir-Hakeim                                 | (6)                         | 1906   | RER C                                     |
| Blanche                                    | (6)                         | 1902   | -                                         |
| Bobigny – Pablo Picasso                    | (6)                         | 1985   | Spårväg 1                                 |
| Bobigny – Pantin – Raymond Queneau         | (6)                         | 1985   | -                                         |
| Boissière                                  | (6)                         | 1900   | -                                         |
| Bolivar                                    | (6)                         | 1911   | -                                         |
| Bonne Nouvelle                             | (6) · (6)                   | 1931   | -                                         |
| Botzaris                                   | (6)                         | 1911   | -                                         |
| Boucicaut                                  | (6)                         | 1937   | -                                         |
| Boulogne – Jean Jaurès                     | (6)                         | 1980   | -                                         |
| Boulogne – Pont de Saint-Cloud             | (6)                         | 1981   | -                                         |
| Bourse                                     | (6)                         | 1904   | -                                         |
| Bréguet – Sabin                            | (6)                         | 1906   | -                                         |
| Brochant                                   | (6)                         | 1912   | -                                         |
| Buttes Chaumant                            | (6)                         | 1911   | -                                         |
| Buzenval                                   | (6)                         | 1933   | -                                         |
| Cadet                                      | (6)                         | 1910   | -                                         |
| Cambronne                                  | (6)                         | 1906   | -                                         |
| Campo Formio                               | (6)                         | 1906   | -                                         |
| Cardinale Lemoine                          | (6)                         | 1930   | -                                         |
| Carrefour Pleyel                           | (6)                         | 1952   | -                                         |
| Censier – Daubenton                        | (6)                         | 1930   | -                                         |
| Champs-Élysées – Clemenceau                | (6) · (6)                   | 1900   | -                                         |
| Chardon Lagache                            | (6)                         | ?      | -                                         |
| Charenton-Écoles                           | (6)                         | 1942?  | -                                         |
| Charles de Gaulle – Étoile                 | (6) · (6) · (6)             | 1900   | RER A                                     |
| Charles Michels                            | (6)                         | 1913   | -                                         |
| Charonne                                   | (6)                         | 1933   | -                                         |
| Château d’Eau                              | (6)                         | 1908   | -                                         |
| Château de Vincennes                       | (6)                         | 1934   | -                                         |
| Château Rouge                              | (6)                         | 1908   | -                                         |
| Château-Landon                             | (6)                         | 1910   | -                                         |
| Châtelet                                   | (6) · (6) · (6) · (6) · (6) | 1900   | RER A, B och D                            |
| Châtillon – Montrouge                      | (6)                         | 1976   | -                                         |
| Chaussée d’Antin – La Fayette              | (6) · (6)                   | 1910   | -                                         |
| Chemin Vert                                | (6)                         | 1931   | -                                         |
| Chevaleret                                 | (6)                         | 1909   | -                                         |
| Cité                                       | (6)                         | 1910   | -                                         |
| Cluny – La Sorbonne                        | (6)                         | 1930   | RER A och B                               |
| Colonel Fabien                             | (6)                         | 1903   | -                                         |
| Commerce                                   | (6)                         | 1937   | -                                         |
| Concorde                                   | (6) · (6) · (6)             | 1900   | -                                         |
| Convention                                 | (6)                         | 1910   | -                                         |
| Corentin Cariou                            | (6)                         | 1910   | -                                         |
| Corentin Celton                            | (6)                         | 1934   | -                                         |
| Corvisart                                  | (6)                         | 1906   | -                                         |
| Cour Saint-Émilion                         | (6)                         | 1998   | -                                         |
| Courcelles                                 | (6)                         | 1902   | -                                         |
| Créteil – L’Echat                          | (6)                         | 1973?  | -                                         |
| Créteil – Préfecture                       | (6)                         | 1974?  | -                                         |
| Créteil – Université                       | (6)                         | 1974?  | -                                         |
| Crimée                                     | (6)                         | 1910   | -                                         |
| Croix de Chavaux                           | (6)                         | 1937   | -                                         |
| Danube                                     | (6) · (6)                   | 1911   | -                                         |
| Daumesnil                                  | (6) · (6)                   | 1931   | -                                         |
| Denfert-Rochereau                          | (6) · (6)                   | 1906   | RER B                                     |
| Dugommier                                  | (6)                         | 1909   | -                                         |
| Dupliex                                    | (6)                         | 1906   | -                                         |
| Duroc                                      | (6) · (6)                   | 1923   | -                                         |
| École Militaire                            | (6)                         | 1913   | -                                         |
| École Vétérinaire de Maisons-Alfort        | (6)                         | 1970?  | -                                         |
| Edgar Quinet                               | (6)                         | 1906   | -                                         |
| Église d’Auteuil                           | (6)                         | 1913?  | -                                         |
| Église de Pantin                           | (6)                         | 1942   | -                                         |
| Esplanade de la Défense                    | (6)                         | 1992   | -                                         |
| Ètienne Marcel                             | (6)                         | 1908   | -                                         |
| Europe                                     | (6)                         | 1904   | -                                         |
| Exelmans                                   | (6)                         | 1922   | -                                         |
| Faidherbre – Chaligny                      | (6)                         | 1931   | -                                         |
| Falguiére                                  | (6)                         | 1910   | -                                         |
| Félix Faure                                | (6)                         | 1937   | -                                         |
| Filles du Calvaire                         | (6)                         | 1931   | -                                         |
| Fort d’Aubervilliers                       | (6)                         | 1979   | -                                         |
| Franklin D. Roosevelt                      | (6) · (6)                   | 1900   | -                                         |
| Gabriel Péri                               | (6)                         | 1980   | -                                         |
| Gaîté                                      | (6)                         | 1937   | -                                         |
| Gallieni                                   | (6)                         | 1971   | -                                         |
| Gambetta                                   | (6) · (6)                   | 1905   | -                                         |
| Gare d’Austerlitz                          | (6) · (6)                   | 1906   | RER C                                     |
| Gare de l’Est                              | (6) · (6) · (6)             | 1908   | Transilien Est                            |
| Gare de Lyon                               | (6) · (6)                   | 1900   | RER A och D, Transilien Lyon              |
| Gare du Nord                               | (6) · (6)                   | 1908   | RER B, D och E, Transilien Nord           |
| Garibaldi                                  | (6)                         | 1952   | -                                         |
| George V                                   | (6)                         | 1900   | -                                         |
| Glaceière                                  | (6)                         | 1906   | -                                         |
| Goncourt                                   | (6)                         | 1935   | -                                         |
| Grands Bouldvards                          | (6) · (6)                   | 1931   | -                                         |
| Guy Môquet                                 | (6)                         | 1911   | -                                         |
| Havre – Caumartin                          | (6) · (6)                   | 1904   | RER A                                     |
| Hoche                                      | (6)                         | 1942   | -                                         |
| Hôtel du Ville                             | (6) · (6)                   | 1900   | -                                         |
| Iéna                                       | (6)                         | 1923   | -                                         |
| Invalides                                  | (6) · (6)                   | 1923   | RER C                                     |
| Jacques Bonsergent                         | (6)                         | 1906   | -                                         |
| Jasmin                                     | (6)                         | 1922   | -                                         |
| Jaurès                                     | (6) · (6) · (6)             | 1903   | -                                         |
| Jourdain                                   | (6)                         | 1935   | -                                         |
| Jules Joffrin                              | (6)                         | 1912   | -                                         |
| Jussieu                                    | (6) · (6)                   | 1931   | -                                         |
| Kléber                                     | (6)                         | 1900   | -                                         |
| La Chapelle                                | (6)                         | 1903   | RER B, D och E, Transilien Nord           |
| La Défense – Grande Arche                  | (6)                         | 1992   | RER A, Spårväg 2, Transilien Saint-Lazare |
| La Fourche                                 | (6)                         | 1911   | -                                         |
| La Motte-Picquet – Grenelle                | (6) · (6) · (6)             | 1906   | -                                         |
| La Muette                                  | (6)                         | 1922   | RER C                                     |
| La Tour-Maubourg                           | (6)                         | 1913   | -                                         |
| Lamarck – Caulaincourt                     | (6)                         | 1912   | -                                         |
| Laumière                                   | (6)                         | 1942   | -                                         |
| Le Courneuve – 8 Mai 1945                  | (6)                         | 1987   | Spårväg 1                                 |
| Le Kremlin - Bicêtre                       | (6)                         | 1982   | -                                         |
| Le Peletier                                | (6)                         | 1910   | -                                         |
| Ledru-Rollin                               | (6)                         | 1931   | -                                         |
| Les Agnettes                               | (6)                         | 2008   | -                                         |
| Les Gobelins                               | (6)                         | 1930   | -                                         |
| Les Halles                                 | (6)                         | 1977   | RER A, B och D                            |
| Les Sablons                                | (6)                         | 1937   | -                                         |
| Liberté                                    | (6)                         | 1942?  | -                                         |
| Liège                                      | (6)                         | 1911   | -                                         |
| Louis Blanc                                | (6) · (6)                   | 1911   | -                                         |
| Louise Michel                              | (6)                         | 1937   | -                                         |
| Lourmel                                    | (6)                         | 1937   | -                                         |
| Louvre – Rivoli                            | (6)                         | 1900   | -                                         |
| Mabillon                                   | (6)                         | 1923   | -                                         |
| Madeleine                                  | (6) · (6) · (6)             | 1910   | -                                         |
| Mairie d’Issy                              | (6)                         | 1934   | -                                         |
| Mairie d’Ivry                              | (6)                         | 1946?  | -                                         |
| Mairie de Clichy                           | (6)                         | 1980   | -                                         |
| Mairie de Montreuil                        | (6)                         | 1937   | -                                         |
| Mairie de Saint-Ouen                       | (6)                         | 1952   | -                                         |
| Mairie des Lilas                           | (6)                         | 1937   | -                                         |
| Maison Blanche                             | (6)                         | 1930?  | -                                         |
| Maisons-Alfort – Les Juilliottes           | (6)                         | 1972?  | -                                         |
| Maisons-Alfort – Stade                     | (6)                         | 1970?  | -                                         |
| Malakoff – Plateau de Vanves               | (6)                         | 1976   | -                                         |
| Malakoff – Rue Étienne Dolet               | (6)                         | 1976   | -                                         |
| Malesherbes                                | (6)                         | 1911   | -                                         |
| Maraîchers                                 | (6)                         | 1933   | -                                         |
| Marcadet – Poissonniers                    | (6) · (6)                   | 1931   | -                                         |
| Marcel Sembat                              | (6)                         | 1934   | -                                         |
| Marx Dormoy                                | (6)                         | 1916   | -                                         |
| Maubert – Mutualité                        | (6)                         | 1930   | -                                         |
| Ménilmontant                               | (6)                         | 1903   | -                                         |
| Michel Bizot                               | (6)                         | 1931?  | -                                         |
| Michel-Ange – Auteuil                      | (6) · (6)                   | 1913?  | -                                         |
| Michel-Ange – Molitor                      | (6) · (6)                   | 1922?  | -                                         |
| Mirabeau                                   | (6)                         | ?      | -                                         |
| Miromesnil                                 | (6) · (6)                   | 1923   | -                                         |
| Monceau                                    | (6)                         | 1902   | -                                         |
| Montgallet                                 | (6)                         | 1931   | -                                         |
| Montparnasse – Bienvenüe                   | (6) · (6) · (6) · (6)       | 1906   | Transilien Montparnasse                   |
| Mouton-Duvernet                            | (6)                         | 1909   | -                                         |
| Nation                                     | (6) · (6) · (6) · (6)       | 1900   | RER A                                     |
| Nationale                                  | (6)                         | 1909   | -                                         |
| Notre-Dame-de-Lorette                      | (6)                         | 1910   | -                                         |
| Notre-Dame-des-Champs                      | (6)                         | 1910   | -                                         |
| Oberkampf                                  | (6) · (6)                   | 1906   | -                                         |
| Odéon                                      | (6) · (6)                   | 1910   | -                                         |
| Olympiades                                 | (6)                         | 2007   | -                                         |
| Opéra                                      | (6) · (6) · (6)             | 1904   | RER A                                     |
| Ourcq                                      | (6)                         | 1942   | -                                         |
| Palais Royal – Musée du Louvre             | (6) · (6)                   | 1900   | -                                         |
| Parmentier                                 | (6)                         | 1904   | -                                         |
| Passy                                      | (6)                         | 1903   | -                                         |
| Pasteur                                    | (6) · (6)                   | 1906   | -                                         |
| Pelleport                                  | (6)                         | 1921   | -                                         |
| Père Lachaise                              | (6) · (6)                   | 1903   | -                                         |
| Pereire                                    | (6)                         | 1911   | RER C                                     |
| Pernety                                    | (6)                         | 1937   | -                                         |
| Philippe Auguste                           | (6)                         | 1903   | -                                         |
| Picpus                                     | (6)                         | 1909   | -                                         |
| Pierre et Marie Curie                      | (6)                         | 1946   | -                                         |
| Pigalle                                    | (6) · (6)                   | 1902   | -                                         |
| Place d’Italie                             | (6)                         | 1906   | -                                         |
| Place de Clichy                            | (6) · (6)                   | 1902   | -                                         |
| Place des Fêtes                            | (6) · (6)                   | 1911   | -                                         |
| Place Monge                                | (6)                         | 1931   | -                                         |
| Plaisance                                  | (6)                         | 1937   | -                                         |
| Poissionnière                              | (6)                         | 1910   | -                                         |
| Pont de Levallois – Bécon                  | (6)                         | 1937   | -                                         |
| Pont de Neuilly                            | (6)                         | 1937   | -                                         |
| Pont de Sèvres                             | (6)                         | 1934   | -                                         |
| Pont Marie                                 | (6)                         | 1926   | -                                         |
| Pont Neuf                                  | (6)                         | 1926   | -                                         |
| Porte d’Auteuil                            | (6)                         | 1913?  | -                                         |
| Porte d’Italie                             | (6)                         | 1930?  | Spårväg 3                                 |
| Porte d’Ivry                               | (6)                         | 1930?  | Spårväg 3                                 |
| Porte d’Orléans                            | (6)                         | 1909   | -                                         |
| Porte Dauphine                             | (6)                         | 1900   | -                                         |
| Porte de Bagnolet                          | (6)                         | 1971   | -                                         |
| Porte de Champerret                        | (6)                         | 1911   | -                                         |
| Porte de Charenton                         | (6)                         | 1931?  | -                                         |
| Porte de Choisy                            | (6)                         | 1930?  | Spårväg 3                                 |
| Porte de Clichy                            | (6)                         | 1912   | RER C                                     |
| Porte de Clignancourt                      | (6)                         | 1908   | -                                         |
| Porte de la Chapelle                       | (6)                         | 1916   | -                                         |
| Porte de la Villette                       | (6)                         | 1910   | -                                         |
| Porte de Montreuil                         | (6)                         | 1933   | -                                         |
| Porte de Pantin                            | (6)                         | 1942   | -                                         |
| Porte de Saint-Cloud                       | (6)                         | 1923   | -                                         |
| Porte de Saint-Ouen                        | (6)                         | 1911   | -                                         |
| Porte de Vanves                            | (6)                         | 1937   | Spårväg 3                                 |
| Porte de Versailles                        | (6)                         | 1910   | Spårväg 3                                 |
| Porte de Vincennes                         | (6)                         | 1900   | -                                         |
| Porte des Lilas                            | (6) · (6)                   | 1921   | -                                         |
| Porte Dorée                                | (6)                         | 1931?  | -                                         |
| Porte Maillot                              | (6)                         | 1936   | RER C                                     |
| Pré Saint-Gervais                          | (6)                         | 1911   | -                                         |
| Pyramides                                  | (6) · (6)                   | 1916   | -                                         |
| Pyrénées                                   | (6)                         | 1935   | -                                         |
| Quai de la Gare                            | (6)                         | 1909   | -                                         |
| Quai de la Rapée                           | (6)                         | 1906   | -                                         |
| Quatre-Septembre                           | (6)                         | 1904   | -                                         |
| Rambuteau                                  | (6)                         | 1935   | -                                         |
| Ranelagh                                   | (6)                         | 1922   | -                                         |
| Raspail                                    | (6) · (6)                   | 1906   | -                                         |
| Réaumur – Sébastopol                       | (6) · (6)                   | 1904   | -                                         |
| Rennes                                     | (6)                         | 1910   | -                                         |
| République                                 | (6) · (6) · (6) · (6) · (6) | 1904   | -                                         |
| Reuilly – Diderot                          | (6) · (6)                   | 1900   | -                                         |
| Richard-Lenoir                             | (6)                         | 1906   | -                                         |
| Richelieu – Drouot                         | (6) · (6)                   | 1928   | -                                         |
| Riquet                                     | (6)                         | 1910   | -                                         |
| Robespierre                                | (6)                         | 1937   | -                                         |
| Rome                                       | (6)                         | 1902   | -                                         |
| Rue de la Pompe                            | (6)                         | 1922   | -                                         |
| Rue des Boulets                            | (6)                         | 1933   | -                                         |
| Rue du Bac                                 | (6)                         | 1910   | -                                         |
| Rue Saint-Maur                             | (6)                         | 1904   | -                                         |
| Saint-Ambroise                             | (6)                         | 1933   | -                                         |
| Saint-Augustin                             | (6) · (6) · (6) · (6)       | 1923   | RER E, Transilien Saint-Lazare            |
| Saint-Denis – Porte de Paris               | (6)                         | 1976   | -                                         |
| Saint-Denis – Université                   | (6)                         | 1998   | -                                         |
| Saint-Fargeau                              | (6)                         | 1921   | -                                         |
| Saint-François-Xavier                      | (6)                         | 1923   | -                                         |
| Saint-Georges                              | (6)                         | 1911   | -                                         |
| Saint-Germain-des-Prés                     | (6)                         | 1910   | -                                         |
| Saint-Jacques                              | (6)                         | 1906   | -                                         |
| Saint-Lazare                               | (6) · (6) · (6) · (6) · (6) | 1904   | RER E, Transilien Saint-Lazare            |
| Saint-Mandé – Tourelles                    | (6)                         | 1934   | –                                         |
| Saint-Marcel                               | (6)                         | 1906   | -                                         |
| Saint-Michel                               | (6)                         | 1910   | RER B och C                               |
| Saint Paul                                 | (6)                         | 1900   | -                                         |
| Saint-Philippe du Roule                    | (6)                         | 1923   | -                                         |
| Saint-Placide                              | (6)                         | 1910   | -                                         |
| Saint-Sébastien – Froissart                | (6)                         | 1931   | -                                         |
| Saint-Sulpice                              | (6)                         | 1910   | -                                         |
| Ségur                                      | (6)                         | 1937   | -                                         |
| Sentier                                    | (6)                         | 1904   | -                                         |
| Sèvres – Babylone                          | (6) · (6)                   | 1913   | -                                         |
| Sèvres – Lecourbe                          | (6)                         | 1906   | -                                         |
| Simplon                                    | (6)                         | 1908   | -                                         |
| Solférino                                  | (6)                         | 1910   | -                                         |
| Stalingrad                                 | (6) · (6) · (6)             | 1903   | -                                         |
| Strasbourg – Saint-Denis                   | (6) · (6) · (6)             | 1908   | -                                         |
| Sully – Morland                            | (6)                         | 1930   | -                                         |
| Télégraphe                                 | (6)                         | 1935   | -                                         |
| Temple                                     | (6)                         | 1904   | -                                         |
| Ternes                                     | (6)                         | 1902   | -                                         |
| Tolbiac                                    | (6)                         | 1930   | -                                         |
| Trinité – d’Estienne d’Orves               | (6)                         | 1910   | -                                         |
| Trocadéro                                  | (6) · (6)                   | 1922   | -                                         |
| Tuileries                                  | (6)                         | 1900   | -                                         |
| Wagram                                     | (6)                         | 1911   | -                                         |
| Vaneau                                     | (6)                         | 1923   | -                                         |
| Varenne                                    | (6)                         | 1923   | -                                         |
| Vaugirard                                  | (6)                         | 1910   | -                                         |
| Vavin                                      | (6)                         | 1910   | -                                         |
| Victor Hugo                                | (6)                         | 1900   | -                                         |
| Villejuif – Léo Lagrange                   | (6)                         | 1985   | -                                         |
| Villejuif – Louis Aragon                   | (6)                         | 1985   | -                                         |
| Villejuif – Paul Vaillant-Couturier        | (6)                         | 1985   | -                                         |
| Villiers                                   | (6) · (6)                   | 1903   | -                                         |
| Volontaires                                | (6)                         | 1910   | -                                         |
| Voltaire                                   | (6)                         | 1933   | -                                         |

## Stängda/Aldrig öppnade stationer
Ett antal stationer har stängts, medan andra aldrig öppnats
| Stationsnamn  | Linje     | Öppnad | Stängd | |
| ------------- | --------- | ------ | ------ | --- |
| Arsenal       | (6)       | 1906   | 1939   | Stängd under andra världskriget                                                                                         |
| Champ de Mars | (6)       | 1913   | 1939   | Stängd under andra världskriget                                                                                         |
| Croix-Rouge   | (6)       | 1923   | 1939   | Stängd under andra världskriget                                                                                         |
| Haxo          | (6) · (6) | 1921   | -      | Tänkt som en enplattformsstation, anslutande linje 3bis och 7bis. Dock aldrig öppnad på grund av befarade låga intäkter |
| Martin Naudad | (6)       | 1905   | 1969   | Sammanslagen med stationen Gambetta                                                                                     |
| Saint-Martin  | (6) · (6) | 1931   | 1939   | Stängd under andra världskriget, senare återinvigd för att stängas igen p.g.a. närhet till annan station                |